# Santa Cruz da Vitória
Santa Cruz da Vitória is een gemeente in de Braziliaanse deelstaat Bahia. De gemeente telt 6.443 inwoners (schatting 2009).